# Codex Mosquensis II

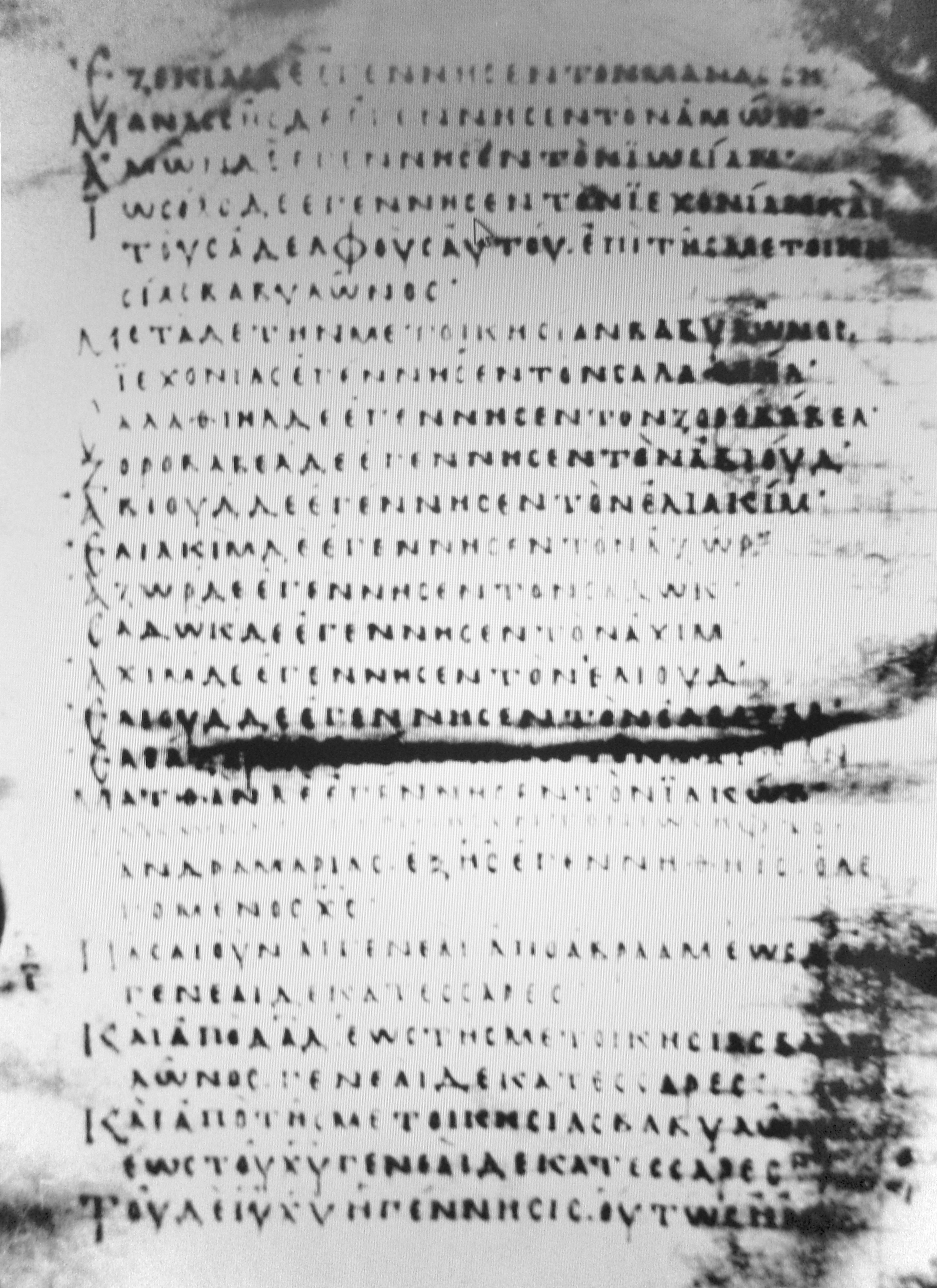
Codex Mosquensis II

El Codex Mosquensis II (Moscú, Museo Estatal de Historia (V. 9); Gregory-Aland no. V o 031; ε 75 (von Soden)) es un manuscrito uncial del siglo IX. El códice contiene los cuatro Evangelios.
El códice consiste de un total de 220 folios de 15,7 x 11,5 cm. El texto está escrito en dos columnas por página, con entre 28 líneas por columna.
Lagunas
Evangelio de Mateo 5,44-6,12; 9,18-10,1; 22,44-23,35;
Juan 21,10-fin.
El texto griego de este códice es una representación del tipo textual bizantino. Kurt Aland lo ubicó en la Categoría V.